# Schinias Olympic Rowing and Canoeing Centre
Il Centro olimpico di canottaggio e canoismo di Schiniàs (in lingua greca: Ολυμπιακό Κωπηλατοδρόμιο Σχοινιά) è un impianto polifunzionale nei pressi di Maratona, Grecia.

## Le Olimpiadi del 2004

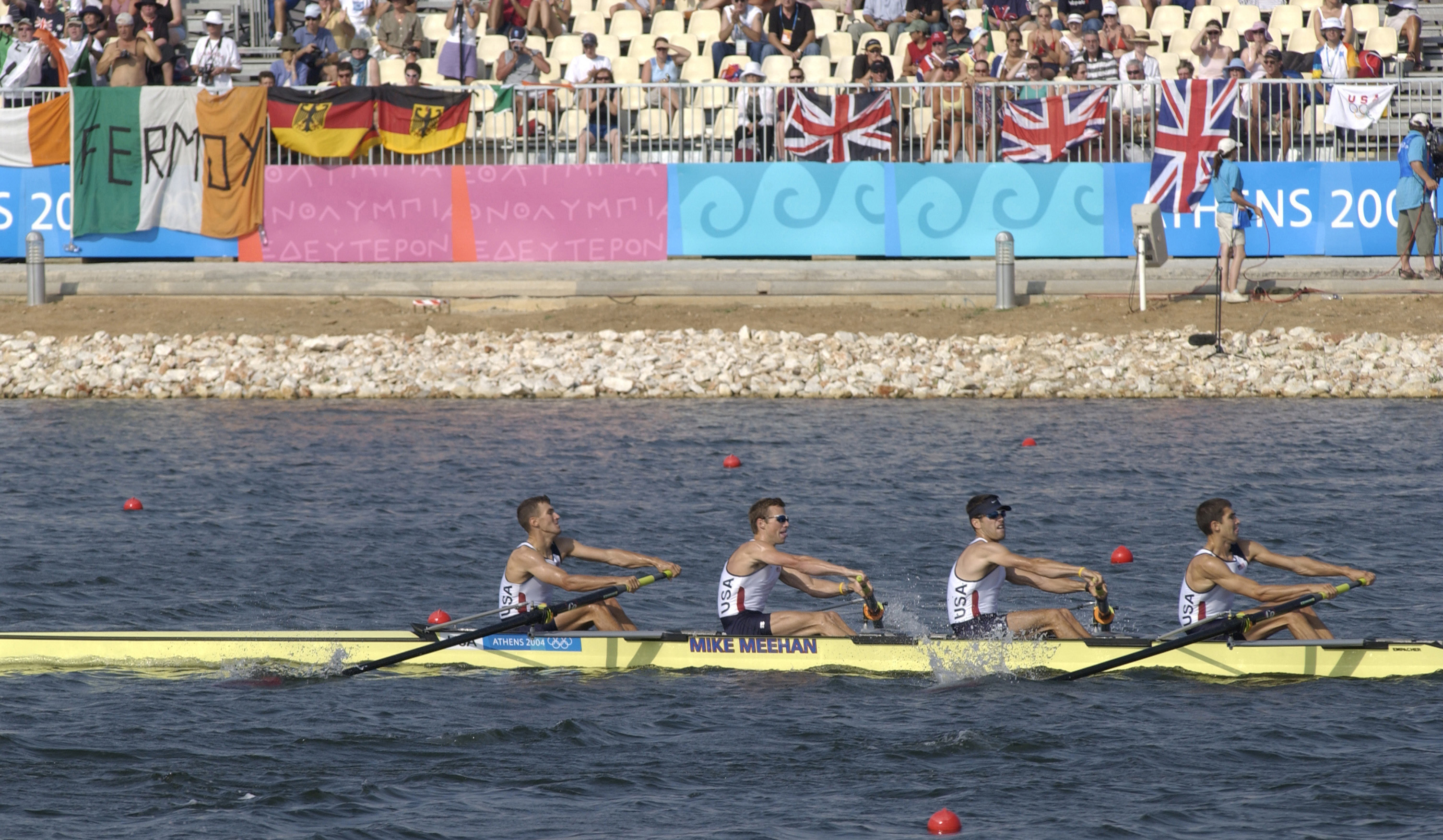
Gara di canottaggio alle Olimpiadi del 2004

Ai Giochi olimpici di Atene 2004 ha ospitato le competizioni di canoa/kayak (solo regate) e canottaggio. Dopo è stato scelto dalla FISA quale campo di allenamento per il canottaggio e, nel 2008, ha ospitato la LV edizione dei campionati europei di canottaggio.